# Historia tanga
Tango wywodzi się z tradycji hiszpańskich habanery i flamenco, przeszczepionych na grunt Ameryki Południowej i  zmieszanych z "candombe", którą tańczyli i śpiewali, na ulicznych paradach, afrykańscy niewolnicy. W refrenie powtarzają się słowa "cum-tan-go" i od nich wywodzi się nazwa "tango". "Candombe" z czasem przekształciło się w "milongę".
Prymitywna forma tanga pojawiła się już pod koniec XVIII wieku. Początkowo tańczono je w podrzędnych lokalach i domach publicznych, a jego popularność ciągle rosła, zwłaszcza dzięki pociągającej muzyce. Styl tańca, który powstał około 1900 w Montevideo i Buenos Aires, dziś nosi nazwę tango argentyńskie. Później tango trafiło do Stanów Zjednoczonych i około 1907 do Europy, najpierw do Francji. W Paryżu święciło prawdziwe triumfy.
Pierwszym tangiem, które zyskało popularność światową było La Morocha Angelo Villoldo. Francuzi tak się w nim rozkochali, że stworzyli własny styl – tango paryskie, tak zwane apaszowskie. W Hollywood najbardziej znanym odtwórcą tego tańca stał się Rudolf Valentino.
Jednak pochodzenie i wyjątkowo silne zabarwienie erotyczne tego tańca wzbudzały także wiele głosów protestu. Dookoła tanga rozgorzała wielka dyskusja. W 1913 roku londyński dziennik The Times ocenił tango jako w najwyższym stopniu nieprzyzwoite. Do dyskusji włączył się papież Pius X, wypowiadając się negatywnie. Cesarz niemiecki zabronił go tańczyć swoim gościom. Radość tańczenia tanga była tak ogromna, iż nie zważano na tego typu zakazy. Dzięki wizycie wielkiego tancerza Casimira Ain w Rzymie i jego wirtuozerii, następny papież Pius XI wydał już pozytywną ocenę.

## Chronologia

### Stara Gwardia (przed 1917)
1876 zalegalizowano domy publiczne w Buenos Aires
1880 Początki tanga (muzyka i taniec).
1910-1913 Ricardo Güiraldes, argentyński nowelista i poeta, był w tym czasie jednym z najbardziej zagorzałych propagatorów tanga argentyńskiego w Paryżu. W 1911 roku napisał wiersz na cześć tanga, a w 1911 odtańczył tango, wśród zdumionych gości salonu w Paryżu.  Tango poprzez Paryż, i akceptację wyższych klas, staje się jednym z najbardziej popularnych tańców na świecie w 1913 roku. Tango rozpoczyna karierę w Paryżu i na świecie jako pierwszy improwizacyjny taniec (bez ustalonych sekwencji kroków). Tango powoduje zmiany w modzie – rodzaju kapelusza czy rozszerzonych tulipanowych sukniach. Gama kolorów pomarańczowy-żółty-czerwony stają się kolorami tanga. Na początku XX wieku leksykon tanga zawierał: arrastrada (arrastre), balanceo, corte, corrida, lustrada, media luna, ocho, quebrada, sentada, taconeo, tijera.
Sukces tanga w Europie powoduje zainteresowanie tangiem w Argentynie wśród "lepszych sfer".
1913 Premiera (3 lutego 1913) brytyjskiej komedii muzycznej The Sunshine Girl, napisanej przez Paula A. Reubensa i Arthura Wimpersa, z udziałem Vernona i Irene Castle zapoczątkowuje historię tanga w Stanach Zjednoczonych.
1913  Książka Gladys Beattie Crozier The tango and how to dance it wydana w Anglii jest pierwszym podręcznikiem tanga i jednocześnie podręcznikiem dobrych manier (Groppa, 2004).
1913 Lucyna Messal i Józef Redo zatańczyli po raz pierwszy w Polsce tango 28 października 1913 w spektaklu Targ na dziewczęta (według pamiętników Ludwika Sempolińskiego), co zapoczątkowało późniejszą modę na tango w Polsce.

### Nowa gwardia 1917-1943
W 1916 roku do władzy w Argentynie doszedł Hipólito Yrigoyen, który reprezentował polityczne i społeczne aspiracje klasy średniej. Bardziej konserwatywny Marcelo Torcuato de Alvear był prezydentem od 1922 do 1928. W 1928 Yrigoyen został ponownie prezydentem, ale w 6 września 1930 roku nastąpił przewrót wojskowy w Argentynie i do władzy doszedł José Félix Uriburu i wtedy skończyły się rządy oparte na klasie średniej a rozpoczął się okres chaosu. Dodatkowo 1928-1935 był okresem depresji ekonomicznej. Okres lat 1920-1929 był okresem względnego dobrobytu.  Dlatego okres rozwoju tanga i liryki można rozdzielić w tym okresie na lata 1920 i lata 1930.
1917-1925 Początkowy okres rozwoju piosenki tanga (tango-canción, ang. tango-song), zapoczątkowany przez sukcesy argentyńskiego śpiewaka Carlosa Gardela. Pod koniec 1917 roku Gardel nagrywa Mi noche triste, pierwsze tango napisane specjalnie jako utwór śpiewany (por. Pascual Contursi).
1919 – zakaz prowadzenia domów publicznych w Argentynie
W marcu 1919 domy publiczne w Argentynie zostały zakazane. Do tego momentu domy publiczne były miejscem, w którym rozwijało się tango. Spowodowało to przejście tanga do Teatro de revistas (wodewil) oraz kabaretów.
Tangomania 1920
Gwałtowny rozwój tanga w Europie. Okres lat 1920 w Europie i Stanach Zjednoczonych to okres, w którym kobiety paliły papierosy publicznie, prowadziły samochody i obcinały włosy. Tango dało swobodę ruchu kobietom. Popularnymi kolorami tanga są jedwaby tanga – żółte i pomarańczowe kolory. Tangowe perfurmy Nirvana oraz Sakountala. Nowe potrawy fr. banane tango, fr. le peche melba,  fr. le gateau tango.
1921 Rudolf Valentino tańczy tango w niemym filmie Czterech jeźdźców Apokalipsy (The Four Horsemen of the Apocalypse) with Beatriz Dominguez. Muzyka tanga była grana jako akompaniament w kinach. Film miał wpływ na ugruntowanie pozycji tanga w Stanach Zjednoczonych w latach 1920.  W 1923 roku Valentino z Nataszą Rambovą podpisał kontrakt na objechanie 40 miast przez 17 tygodni ze spektaklem tanecznym m.in. z tangiem z Czterech jeźdźców Apokalipsy.
1925-1935 Taniec tanga w Argentynie przeżywa okres spadku popularności ze względu na rozwój śpiewanego tanga (do którego jest trudno tańczyć). Dopiero od 1935 roku nastąpiło ponowne zainteresowanie tańcem.  Carlos Gardel jest dominującym piosenkarzem tego okresu (1920-1935) w Argentynie. Inni piosenkarze to Ignacio Corsioni (1891-1967), Ada Falcon, Azucena Maizani, Rosita Quiroga.  W tym czasie wykonawcy tanga prezentują się w smokingach (ang. smoking jacket), jest to istotny element kultury piosenki tanga. Tango w sobotę wieczorem było ucieczką od rzeczywistości, a smoking lub najlepsze ubranie zakładane w sobotę, było tego wyrazem.
1929 – pierwsze filmy dźwiękowe. W Argentynie pierwszy film dźwiękowy (1933) był poświęcony tangu.
1930 – Po przewrocie wojskowym  José Félix Uriburu 6 września 1930 nastąpiły dalsze ograniczenia prostytucji w Argentynie. Skandal związany z organizacją Cwi Migdal – stręczycieli, alfonsów i właścicieli domów publicznych specjalizujących się w przemycaniu kobiet ze wschodniej Europy spowodował zacieśnienie moralności i spadek popularności kabaretów. Tanga tego okresu odzwierciedlają te nastroje.

### Złoty okres 1943-1955
Największe sukcesy tanga po II wojnie nastąpiły w czasie Juana Domingo Perona. Peron został prezydentem w 1946, a okres jego prezydentury (1946–1955) charakteryzuje  polityka społeczna faworyzująca popularną kulturę i ruch nacjonalistyczny. Spowodowało to rozwój przemysłu rozrywkowego i tanga jako muzyki typowo argentyńskiej.  Jednocześnie radio i film stawały się coraz bardziej popularne.
Przedstawicielami Złoego okresu są orkiestry i muzycy:
Angel D'Agostino, Alfredo de Angelis, Juan d'Arienzo, Rodolfo Biagi, Miguel Caló, Francisco Canaro, Julio de Caro, Lucio Demare, Edgardo Donato, Osvaldo Fresedo, Pedro Laurenz, Enrique Rodriquez, Carlos di Sarli, Osvaldo Pedro Pugliese, Ricardo Tanturi, Anibal Carmelo Troilo.

### Regres 1955-1983
1955-1983  W początku lat 1950 nastąpiło załamanie ekonomiczne i rząd Perona zaczął upadać. W 1955, kiedy Peron został odsunięty od władzy, Argentyna była w kryzysie. Nowy wojskowy rząd  był okresem regresu w Argentynie, kiedy cokolwiek związane z populistycznym Peronem było nie do przyjęcia.  Wprawdzie tango nie było oficjalnie zabronione, ale wielu artystów związanych z tangiem popierało Perona i zostało uwięzionych lub izolowanych.  Po 1955 wprowadzono okresy stanu wyjątkowego i godziny policyjnej co także nie pozwalało na tańczenie tanga. W Argentynie istniało prawo zabraniające młodocianym przesiadywania w barach nocnych, które było jednak stosowane wybiórczo. Bary z rock and rollem nie były kontrolowane, natomiast bary, gdzie grano tango, kontrolowano. W innych opiniach tango zostało po prostu zastąpione przez telewizję, Beatlesów, argentyńską muzykę folklorystyczną, jazz, oraz brazylijską Bosa Novę.  W każdym razie pomiędzy 1955 i 1983 (po wojnie falklandzkiej) praktycznie nikt nie uczył się tanga w Argentynie. Tango nie zanikło, ale było znacznie ograniczone.

### Renesans tanga (1980-)
1983–1994 Po 1983 roku popularność tanga w Argentynie gwałtownie wzrosła. Tango, jako symbol Argentyny stało się znowu powodem do dumy.  Głównym problem był brak nauczycieli tanga w Buenos Aires, zresztą do tego momentu nie było w Argentynie tradycji uczenia początkujących tanga. Stopniowo osoby, które nie tańczyły tanga przez 30 lat zaczęły je tańczyć na nowo, niektórzy uważali za swój obowiązek przekazania tanga następnej generacji.   Początkowo renesans tanga był związany z dość skomplikowanymi figurami i tango show.   Jednym z najbardziej wpływowych nauczycieli tego stylu był Antonio Todaro, który umarł w 1993. Tango przeżywa okres dobrej passy na całym świecie m.in. dzięki przedstawieniu Tango Argentino granemu od 1983-1993 w 57 miastach, m.in. w USA (m.in. Broadway), Europie, Japonii i w Ameryce Łacińskiej czy filmowi Tango reżysera Carlosa Saury. Te sukcesy tanga na świecie przyczyniły się do odrodzenia tanga w Argentynie. Następuje też odrodzenie oryginalności muzyki tanga m.in. dzięki  zespołom Gotan Project, Bajofondo Tango Club czy Juanowi Caceresowi.
1994+ Około roku 1994, nastąpił zwrot ku prostszemu stylowi. Styl milonguero, który został tak nazwany przez Susanę Miller, nawiązywał do tradycji złotego wieku tanga przed drugą wojną światową. Jednym z czołowych tancerzy tego stylu był Carlos Gavito, który tańczył z Marcelą Duran w popularnym spektaklu Forever Tango (1994-2007). W pewien sposób uważano milonguero za bardziej autentyczny niż skomplikowany styl pierwszego okresu renesansu tanga pomiędzy 1983–1994.
2003  Rząd argentyński zaczął sponsorować marketing tanga dla celów rozwoju turystyki.
2007 W 2007 tango jest tańczone w różnych stylach, popularne jest  tango alternatywne tańczone czasami do muzyki, która nie jest klasycznym tangiem; inne style to klasyczne tango salon z odmianami milonguero, nadal sukcesy odnosi tango dla turystów, czyli tango fantazia.
Obecnie poparcie finansowe dla tanga w Argentynie pochodzi od turystów; tango nie jest najbardziej ulubioną muzyką biednych mieszkańców w Buenos Aires. Bardziej zamożni porteños nadal słuchają tanga. Lokalne organizacje nadal popierają formalne organizacje takie jak Orquesta del Tango de Buenos Aires (ostatnia orkiestra tanga z dużym zespołem muzyków), Academia Nacional del Tango, oraz Fundación Astor Piazzolla, a także kilka klubów takich jak  Café Homero czy Club del Vino poza głównym traktem turystów w północnej części Palermo.  Natomiast najstarsze dzielnice La Boca i San Telmo są w pewnym sensie muzeum tanga dla turystów.

## Tango dziedzictwem kulturalnym ludzkości
Tango – zarówno taniec jak i muzyka – jest częścią światowego niematerialnego dziedzictwa kulturalnego ludzkości. Taką decyzję podjęło 30 września 2009 r. 24 członków międzyrządowego komitetu UNESCO do spraw dziedzictwa kulturalnego podczas spotkania w Abu Zabi w Zjednoczonych Emiratach Arabskich.
Jak podkreśla UNESCO na swojej stronie internetowej, argentyńska i urugwajska tradycja tanga, które jest dziś znane na całym świecie, narodziła się w biednych środowiskach Buenos Aires i Montevideo, w basenie Rio de la Plata.